# Ivan Trtanj

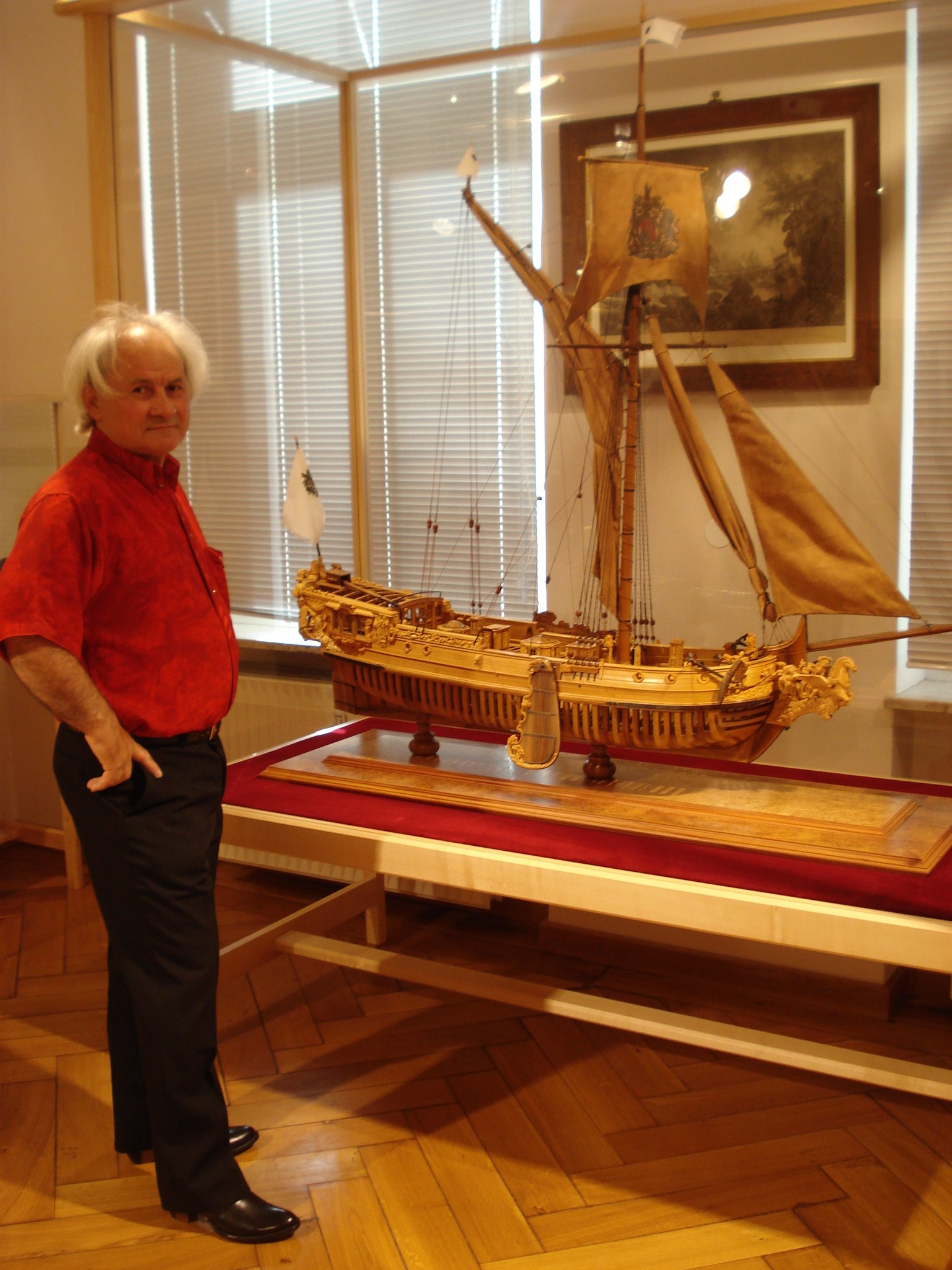
Ivan Trtanj vor seinem neuesten Modell, der PEGASUS

Ivan Trtanj (* 13. September 1945 in Zrenjanin, Serbien) ist ein deutscher Kunsthandwerker, der durch seine Modellschiffe bekannt wurde.

## Leben
Trtanj wurde am 13. September 1945 in Zrenjanin (Deutsch: Groß-Betschkerek) im serbischen Teil des Banat geboren. Nach Schulbesuch beendete er seine berufliche Ausbildung mit der Gesellenprüfung zum Schiffschmied. Weitere Berufs- und Lebensstationen führten ihn nach Deutschland. Seit 1968 lebt er in Kressbronn am Bodensee und war dort in der Bodan-Werft tätig. Trtanj ist verheiratet und hat zwei Kinder.

## Werk
Mit der Darstellung von Schiffen befasst sich Trtanj seit seiner jüngsten Kindheit. Waren es zunächst schlicht nachgearbeitete Modelle, so sind im Laufe der letzten Jahre unvergleichliche Schiffsportraits mit hohem historischem Dokumentationswert entstanden. Die naturgetreu und größtenteils nach Originalplänen nachgebauten Segler und Ruderschaluppen aus verschiedenen europäischen Königshäusern der Epoche von 1736 bis 1814 sind unverwechselbare Belege seiner Schnitzkunst.
Schiffsromantik und Bedeutung der Schifffahrt verbunden mit den typischen Stilformen des Rokoko und des Barock gehen mit der ausgeführten Schnitztechnik eine harmonische Symbiose ein. Sein perfekter Umgang mit Schnitzwerkzeugen, sein kreatives Empfinden sowie sein sicheres räumliches Denken drücken seine gestalterische Begabung aus. Für Trtanj ist der Nachbau von Schiffen aus jener Epoche eine lebensbereichernde, beglückende Tätigkeit, die er als Berufung und damit verbunden als einen unverzichtbaren Teil seines Lebens empfindet. Mit einigen umfangreichen und stark beachteten Ausstellungen im In- und Ausland (Expo 2000 am Meer in Wilhelmshaven, im Deutschen Schifffahrtsmuseum in Bremerhaven und im Marinemuseum in Vlissingen an der holländischen Atlantikküste) stellte Trtanj seine „Schwimmenden Kunstwerke“ der Öffentlichkeit vor. In zahlreichen Veröffentlichungen und Beiträgen in Rundfunk und Fernsehen wurde auf seine Person, sein historisches Wissen, sein kunsthandwerkliches Können und auf seine Gedankenwelt eingegangen. Ein Reporter des Norddeutschen Rundfunks bezeichnete Trtanj als den Riemenschneider des Modellschiffbaus.

### Die Modelle
"Die Schiffsmodelle sind von allerhöchster Kunstfertigkeit. Die Spezialität von Trtanj sind Schnitzereien. Diese sind „absolute Weltklasse, unbedingt sehenswert“ – so das Urteil von Maritime Mystiques in ihrer Internet-Aufstellung der schönsten Museumsschiffe und maritimen Museen weltweit. Die Holzteile der Modelle hat Trtanj, wie im Original, verzapft, verdübelt und auch genagelt. Bei den Beplankungen hat er die millimeterdünnen Holzdübel mit einem Werkzeug hergestellt, wie es der Goldschmied zum Ausziehen von Goldfäden verwendet.

#### DieAMADIS– Lustjacht des schwedischen Königs Gustav III.

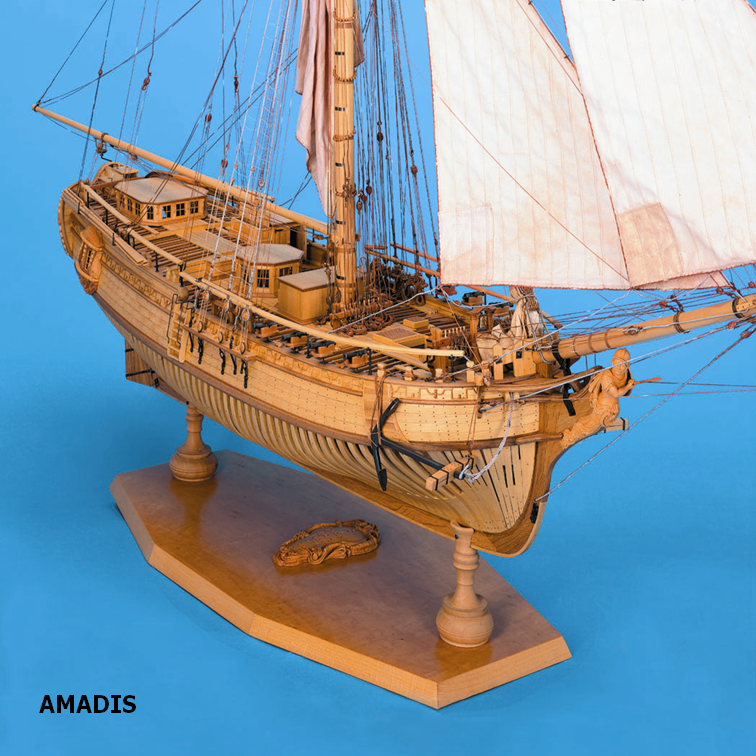
Amadis

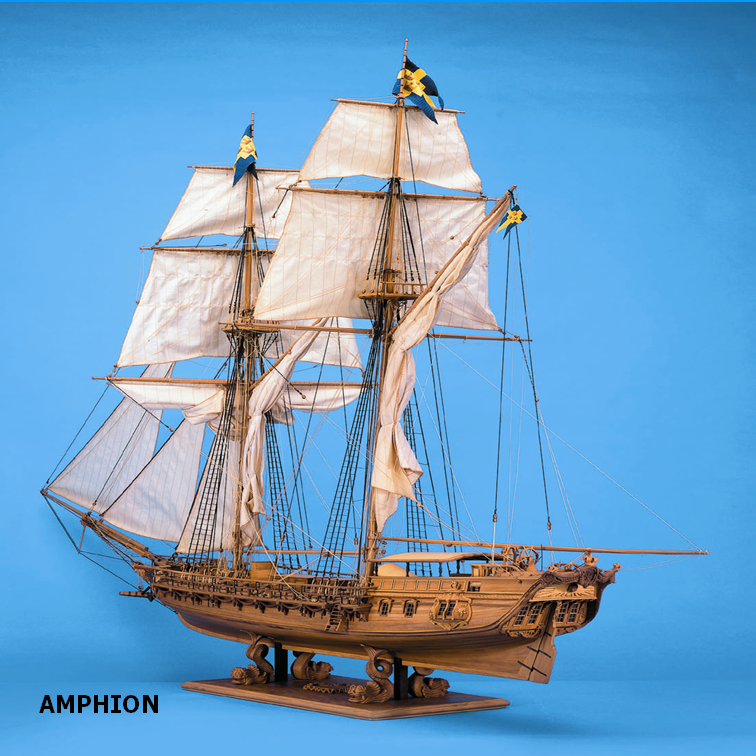
Amphion

Dieser schnelle, 56 Fuß (16,63 m) lange und 19,3 Fuß (5,73 m) breite Segler wurde 1782 von Fredrik Henrik af Chapman (1721–1808) im schwedischen Marinestützpunkt von Karlskrona für König Gustav III. gebaut. Er hatte einen Tiefgang von sechs Fuß (1,78 m) und 85 Tonnen Wasserverdrängung. 1832 segelte er als Flaggschiff mit 30 Mann Besatzung bei der Einweihung des Göta-Kanals. 1838 wurde das Schiff ausgemustert und endete 1865 als Brennholz, die Galionsfigur ist jedoch erhalten.
Der Name der Jacht leitet sich von dem im 16. Jahrhundert in ganz Europa bekannten Romanhelden Amadis de Gaula her. Das Modell ist im Maßstab 1:18,9 gefertigt.

#### DieAMPHION– Lustschiff des schwedischen Königs Gustav III.
Als Lustfahrzeug wurde die Amphion 1778 in Djurgarden (heute ein Stadtteil Stockholms) gebaut. Ursprünglich als Schoner getakelt, musste sie 1799 wegen schlechter Segelfähigkeit zur Brigantine umgebaut werden. 1885 wurde sie endgültig abgewrackt und als Brennholz verwendet. Ihren Namen erhielt sie von Amphion, in der griechischen Mythologie ein Sohn der Antiope und des Zeus oder des Epopeus, dem Zwillingsbruder von Zethos und mit diesem der Herrscher über Theben sowie der Gatte von Niobe, der Tochter des Tantalos.
Das Modell im Maßstab 1:27,5 hat Trtanj nach Originalzeichnungen aus Karlskrona rekonstruiert, Original-Dimensionen sind nicht zugänglich gewesen.

#### DieBELLONA– Eine schwedische Fregatte
Die Bellona wurde 1782 im Auftrag des schwedischen Königs Gustav III. erbaut. Für den Bau wurden vorgefertigte Teile verwendet; dies war der Beginn des Serienbaus im schwedischen Schiffbau. Die Bellona wurde vielfältig verwendet und kam 1791 bis nach Marokko. Im Krieg gegen Russland sank sie 1809 und zog 220 Mann mit in die Tiefe.
Ein zeitgenössisches Großmodell ist im Stockholmer Marinemuseum zu sehen, Originaldimensionen sind aber nicht zugänglich, so dass Trtanj sein Modell im Maßstab 1:30 nach einer Originalzeichnung aus Karlskrona rekonstruiert hat.

#### DieBERLIN– Eine brandenburgische Fregatte
1674 wurde die Berlin als ein mit fünfzehn gusseisernen Kanonen bewaffnetes Kriegsschiff im niederländischen Zeeland gebaut und vom brandenburgischen Kurfürsten Friedrich Wilhelm samt Besatzung (70–100 Mann) ‚geleast’. Die Länge der Pinasse betrug 80, die Breite 22 Fuß.
Das Modell hat Trtanj im Maßstab 1:24 nachgebildet.

#### DieBOUNTY– Eine englische Fregatte
Die Bounty war ein Dreimaster, der 1784 in Hull unter dem Namen ‚Bethia’ gebaut, aber schon bald an die britische Admiralität verkauft wurde. Umgetauft und bewaffnet segelte sie 1787 unter Führung von Leutnant William Bligh zu einer Expedition in die Südsee: Stecklinge des Brotfruchtbaums sollten aus Tahiti zu den Antillen gebracht werden. Auf der Rückreise kam es zur berühmten „Meuterei auf der Bounty“, die seither immer wieder Gegenstand von Romanen, Filmen, Theaterstücken und Sachbüchern ist.

#### LE CANOT IMPÉRIAL– Ruderschaluppe Napoleons I.

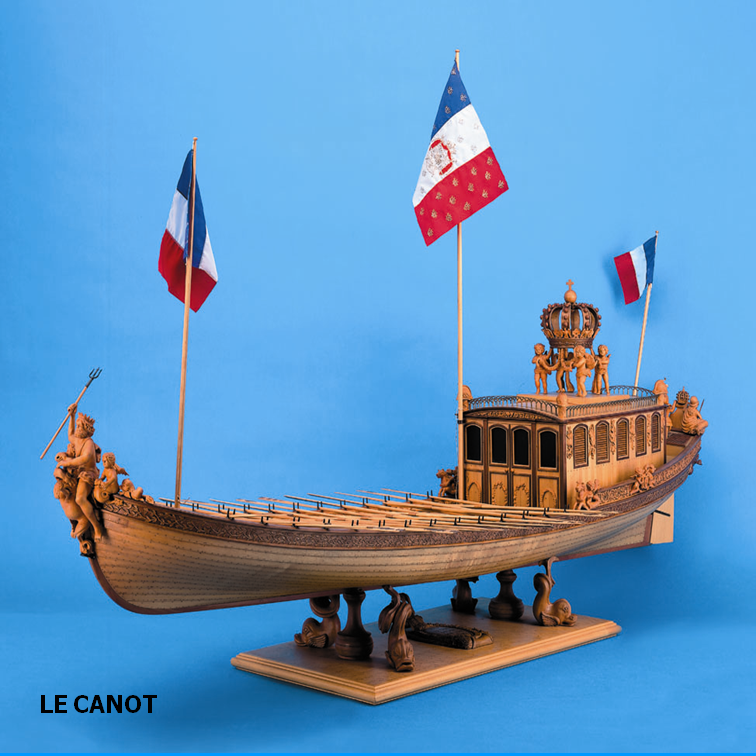
Le Canot impérial

Dieses 17,2 Meter lange und 3,4 Meter breite Ruderschiff wurde 1812 von 100 Schiffbauern und zwei Bildhauerwerkstätten in nur 21 Tagen für Napoléon Bonaparte (Napoleon I., Kaiser der Franzosen von 1804 bis 1814/15) erbaut! Es war für ihn und die 28 Mann Besatzung nur zur einmaligen Nutzung gebaut worden und befindet sich heute im Marine-Museum in Paris.
Die Bauzeit für das Modell im Maßstab 1:12,5 betrug ein Jahr und vier Tage.

#### DieCAROLINE– Jacht des englischen Königshauses
Für 12.390 Pfund Sterling, doppelt so viel wie für zwei normale Fregatten, wurde die Caroline 1749 im Londoner Stadtteil Deptford gebaut. Mit ungefähr 70 Mann Besatzung war sie der Prototyp für verschiedene Kriegsschiffe, die zwischen 1750 und 1800 gebaut wurden. Den Königen Georg II. (1683–1760) und Georg III. (1738–1820) diente die 90 Fuß und 1 Zoll lange und 24 Fuß breite Caroline als Jacht.
Das Modell ist im Maßstab 1:24 gebaut.

#### DieFAMA– Leibschiff des bayerischen Kurfürsten Maximilian III. Josef
Die 1766 gebaute Fama, das Flaggschiff der Vergnügungsjachtenflotte des Hofes von München, war das Leibschiff des bayerischen Kurfürsten Maximilian III. Joseph. Die Jacht konnte sowohl gesegelt als auch gerudert werden. 21 Mann bildeten die Besatzung. 1769 wurde an das Schiff eine Galionsfigur der römischen Göttin Fama angebracht. Dieser Göttin verdankt es seinen Namen.
Trtanjs Modell ist im Maßstab 1:12,5 gebaut.

#### DieGROSSE JACHT
Das Original Große Jacht wurde 1678 in Kolberg gebaut und war in Pillau stationiert. Es war 70 Fuß lang und 21 Fuß breit. Die Besatzung bestand aus zwölf, im Kriegsfall mehr als fünfzig Mann. Der Segler hatte acht Stückpforten und führte im Jahre 1683 sechs Dreipfünder an Bord.
Das Modell im Maßstab 1:24 trägt weiße Figuren aus Elfenbein, das Zaumzeug des Pferdes ist aus 14-karätigem Gold geschmiedet.

#### DiePEGASUS– Eine niederländische Staatsjacht

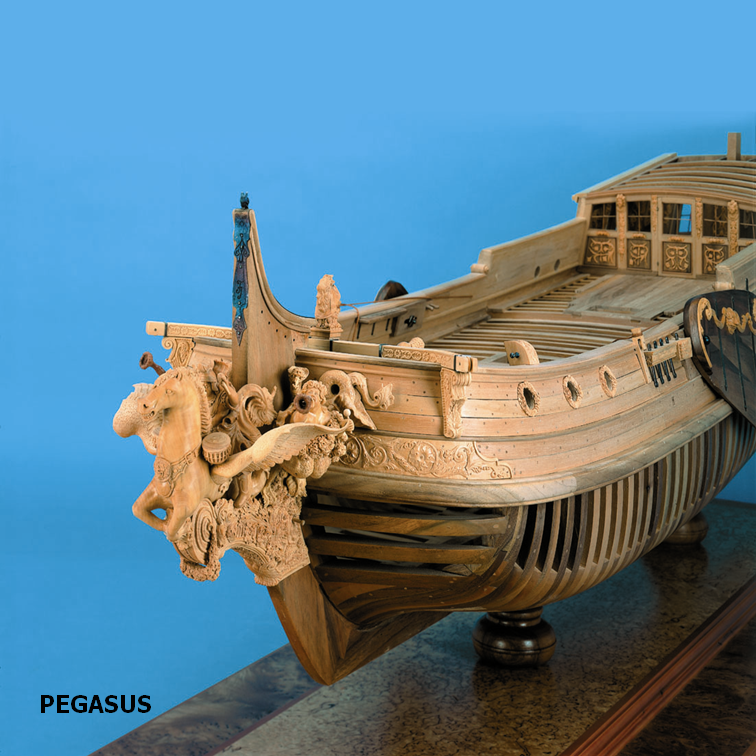
Pegasus

Die Pegasus (Name wahrscheinlich nach der Galionsfigur) ist ein 1776 in den Niederlanden vom Baumeister Johannes Hubertus von Douw gebautes und nach England geliefertes imposantes Segelschiff vom Typ „Statenjacht“. Als Statenjacht wurden seit dem 17. Jahrhundert die großen Segeljachten mit ihren geräumigen Heckpavillons bezeichnet, die zum Beispiel die führenden Persönlichkeiten der Admiralitäten beförderten, und in großer Zahl in viele europäische Länder geliefert wurden.
Nach einer Originalzeichnung von 1776 hat Trtanj das Model im Maßstab 1:18 gebaut. Die Fertigstellung endete nach über elf Jahren Bauzeit mit der Schiffstaufe am 9. Mai 2008. Trtanj betrachtet dieses Schiff selbst als sein „Meisterwerk“.

#### DieSCHEBECKE– Ein Dreimastsegler der Mittelmeerländer
Die Schebecke (oder auch Chebeke) ist ein im 18. Jahrhundert im Mittelmeer vor allem von Piraten und von der französischen Marine gefahrener Dreimaster, der seine Ursprünge bei denen in Nordafrika heimischen Berberesken hat.
Das Modell ist nach einem Bauplan (1:75) im Maßstab 1:32,5 gefertigt.

#### Bodensee-Lastschiff, TypSEGMER
Pontonartige Schiffskonstruktion, die am Bodensee entwickelt wurde und sich auf das nur Allernotwendigste beschränkt. Das Original war etwa 20 Meter lang und 3,50 Meter breit, hatte drei Mann Besatzung und eine Tragfähigkeit von 40 Tonnen.
Das Modell ist im Maßstab 1:20 gebaut.

#### Bodensee-Kriegsschiff, TypSEGMER
Umgerüstetes Lastschiff, das Anfang des 19. Jahrhunderts von Franzosen beschlagnahmt wurde und unter anderem mit 12-Pfund-Feldgeschützen bestückt wurde. Das Original war ungefähr 20 Meter lang und 3,50 Meter breit, hatte 25 Mann Besatzung.
Das Modell ist im Maßstab 1:20 gebaut.

#### DieSLOEP– Eine niederländische Staats- oder Prachtschaluppe
Das Original war vermutlich für einen Kaufmann der Ostindien-Kompanie bestimmt, es ist aber nicht bekannt, ob es jemals gebaut wurde. Die originalen Baupläne wurden im Jahre 1768 von I. D. Hen gezeichnet und befinden sich heute im Marine-Archiv von Rotterdam (Nr. 616). Nach Amsterdamer Maß hatte es eine Länge von 22 Fuß und fünf Daumen und eine Breite von 12 Fuß.
Das Modell ist im Maßstab 1:7 gefertigt.

#### DieVASAORDEN– Staatsschaluppe des schwedischen Königshauses

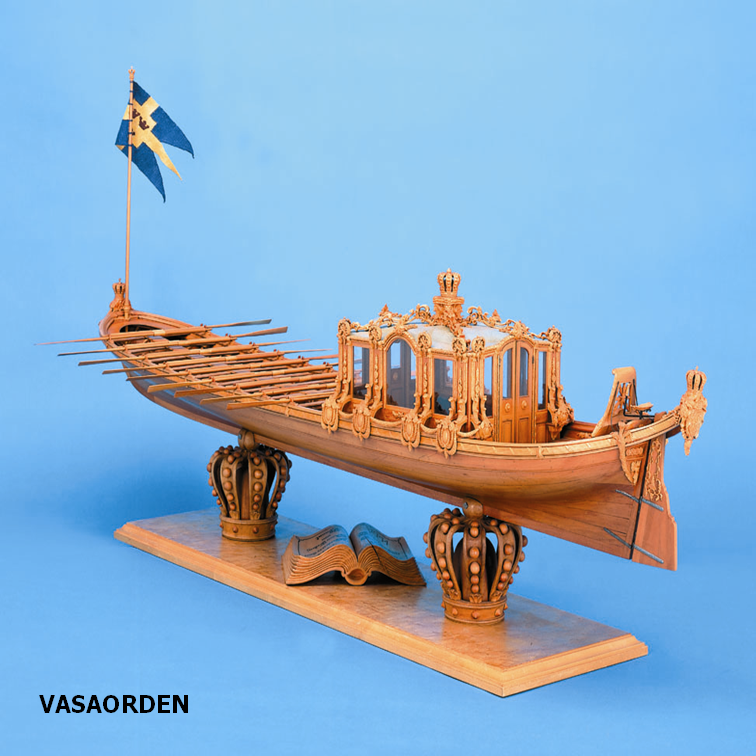
Vasaorden

Dieses 1740 in Stockholm gebaute Schiff diente bis ungefähr 1840 als Ruderschaluppe des Königshauses. Die Vasaorden war 18,6 m lang und 3,2 m breit. Die Besatzung bestand aus drei Offizieren, achtzehn Ruderern und einem Mann in Reserve. Johan Törnström (1743–1828), ein schwedischer Bildhauer, brachte die Verzierungen an Bord an. Nachdem die Vasaorden jahrzehntelang in einem Schuppen abgestellt war, wurde sie 1923 durch ein Feuer zerstört. Ein Nachbau befindet sich heute in Galärvarvet (Stockholm). Der Name stammt vom Königlichen Vasaorden, mit dem – vergleichbar ist der Ritterorden in Großbritannien – verdiente Persönlichkeiten ausgezeichnet wurden.
Der Maßstab des Modells beträgt 1:17,5.

### Planung
Als nächste Projekte stehen das Modell der kriegsgerüsteten Liburucia und einer Prunkbarke auf dem Plan: Nach einem Kalenderblatt des Münchner Malers Franz von Seitz, das ein „Märchenschiff“ (Länge = 15,8 Meter, Breite = 4,6 Meter, Höhe = 11 Meter) für den Bayerischen König Ludwig II. zeigt, möchte Trtanj diese detailreich ersonnene, aber nie gebaute Barke in den Maßstab 1:14,34 umsetzen.

## Museum
In vier Räumen des Kressbronner Museums Schlössle haben die Modelle nach einer langen Odyssee nun einen repräsentativen „Heimathafen“ gefunden. Die Sammlung der Modelle wird durch viele maritime Ölgemälde, großformatige Kupferstiche, Waffen und Schiffsausrüstungsgegenstände, wie Sextanten, Fernrohre oder Kompasse, ergänzt. Sie bietet den Besuchern, zusammen mit den transportierten Waren, den Werkzeugen Trtanjs und Baubeschreibungen sowohl einen interessanten Einblick in den Modellbau als auch in die Geschichte der Schifffahrt.

## Freundeskreis
Seit Ende der 1990er Jahre besteht ein etwa 15-köpfiger Freundeskreis, der die Arbeit Trtanjs materiell, finanziell und ideell unterstützt.